# Jardin de Boboli

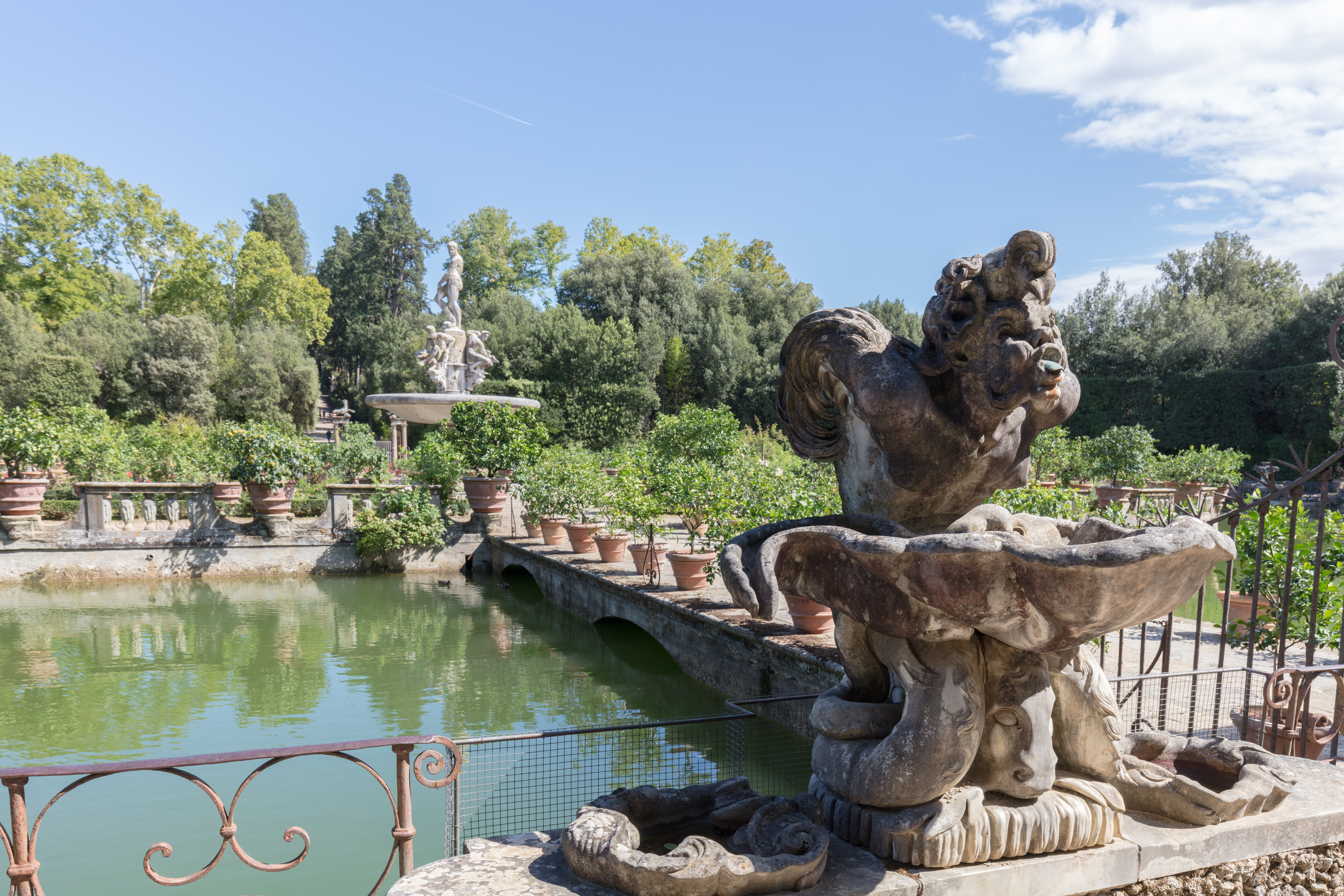
Fontaine de l'Océan (Jardin de Boboli, Florence)

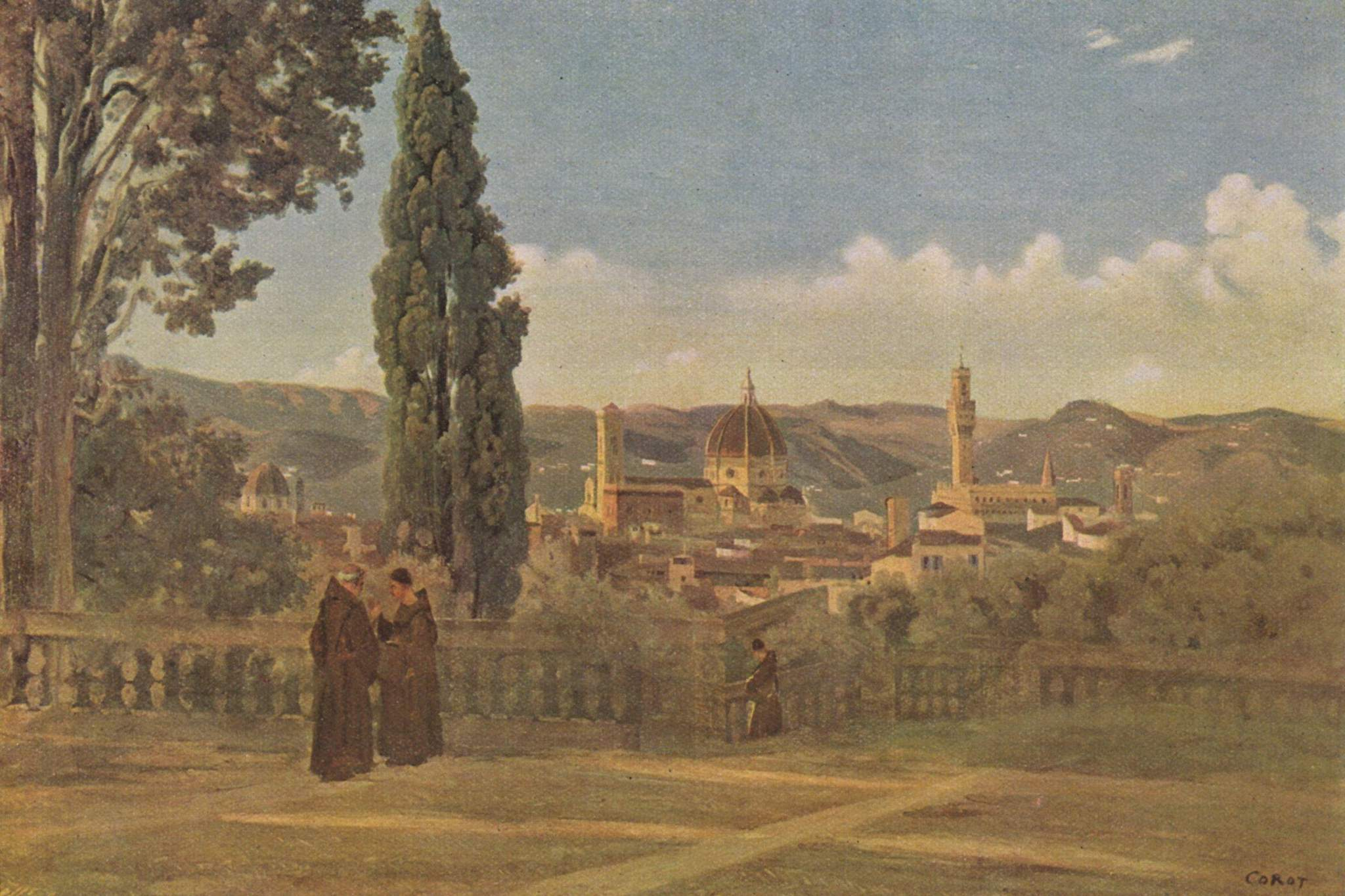
Florence. Vue de Florence depuis le jardin de Boboli, Jean-Baptiste Camille Corot, après 1834.

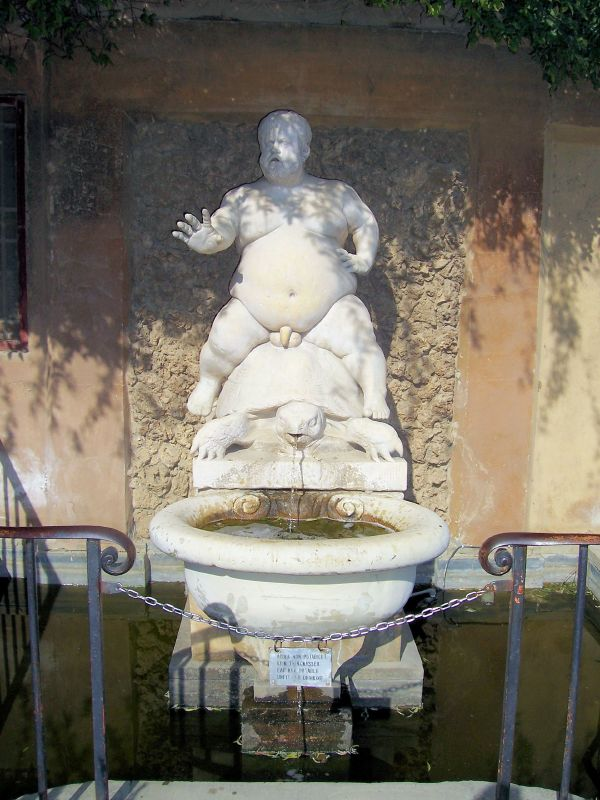
La Fontana del Bacchino, de Valerio Cigoli.

Le jardin de Boboli (en italien : Giardino di Boboli) est un parc historique de la ville de Florence, adjacent au palais Pitti, de la Porta Romana au Forte Belvedere. Le jardin, bâti sur la colline, qui reçoit chaque année plus de 800 000 visiteurs, est remarquable non seulement pour sa valeur historique et ses paysages, mais aussi pour sa collection de sculptures romaines et florentines des XVIe et XVIIe siècles.
Le jardin, situé derrière le palais Pitti, résidence d'abord des Médicis, puis des Habsbourg-Lorraine et des Savoie, remonte au XVIe siècle. Au premier agencement de style Renaissance, visible dans le noyau le plus proche du palais, s'adjoignirent au cours des années de nouvelles parties de style différent : le long de l'axe parallèle au palais furent créées des allées recouvertes de gravillons, de nouveaux plans d'eau et leurs isolotto (petites îles), des fontaines avec des nénuphars, de petits temples et des grottes. Dans ce jardin, les statues et les « fabriques », comme la kaffeehaus ou Casa del Caffè (établie dans un bâtiment construit en 1776 par Zanobi del Rosso en pur style rococo exotique) jouent un rôle remarquable, et permettent de jouir du panorama que le jardin offre sur la ville.

## Histoire
Construits pour Éléonore de Tolède, épouse de Cosme Ier de Médicis, les jardins furent commencés par Niccolò Tribolo, qui cependant mourut en 1550, peu de temps après avoir accepté cette charge. Les travaux furent poursuivis par Bartolomeo Ammanati, qui utilisa pour ce projet les contributions de Giorgio Vasari, qui conçut les grottes, et de Bernardo Buontalenti qui sculpta les statues, avec la collaboration de Cosimo Lotti. On doit également à Buontalenti l'architecture élaborée de la cour qui sépare le palais du jardin.
L'allée principale rectiligne centrée sur la façade arrière du palais monte sur la colline de Boboli, et traverse un profond amphithéâtre au centre duquel se trouve un obélisque égyptien transporté depuis la Villa Médicis à Rome. Celui-ci était naguère devant le Temple de Rê à Héliopolis, avec son jumeau l'obélisque du monument de Dogali situé à Rome. Elle se termine à la fontaine de Neptune (surnommée avec irrévérence « Fontaine de la fourche » ou « de la fourchette » par les Florentins, à cause du trident empoigné par Neptune), où la sculpture de Stoldo Lorenzi se détache sur le panorama. Le sommet, près du Forte Belvedere, offre une vue panoramique sur Florence, telle que peinte par Corot (voir l'illustration ci-contre). Une longue allée  secondaire partant de l'angle droit de l'axe principal conduit vers une série de terrasses et de fontaines, le Viottolone, l'allée des Cyprès.
Au cours de la première phase des travaux, l'amphithéâtre fut creusé dans la colline derrière le palais. Amphithéâtre de verdure à l'origine, cloisonné par des bosquets toujours verts, il fut par la suite formalisé, reconstruit en maçonnerie et décoré de statues illustrant la mythologie romaine. La Grotticina della Madama,  et la Grande Grotte sont achevées par  Buontalenti entre 1583 et 1593.
Les statues de la Grande grotte sont un exemple remarquable de l'architecture et de la culture maniériste. Décorée à l'intérieur et à l'extérieur de stalactites, dotée de jeux d'eau et de végétation luxuriante, la Grande grotte est subdivisée en trois parties principales. 
La première fut couverte de fresques destinées à créer l'illusion d'une grotte naturelle dans laquelle les bergers se réfugiaient pour se défendre des bêtes sauvages. Elle abritait aussi Les Prisonniers (ou Les Esclaves) de Michel-Ange (aujourd'hui remplacés par une copie), des statues inachevées créées à l'origine pour le Tombeau de Jules II. Les autres salles abritent la Vénus sortant du bain de Jean de Bologne et le  groupe de Paris et Hélène sculpté par Vincenzo de Rossi au XVIe siècle.
De nombreuses fontaines :
- la fontaine de Neptune de Stoldo Lorenzi de 1568 (1565 pour la statue de Neptune)
- la fontaine de Jupiter
- la fontaine de l'artichaut de Giovanni Francesco Susini et de Francesco del Tadda (it) de 1641
- la fontaine de l'Océan de Jean de Bologne placée au milieu de l'Isolotto du lac de 1576
- la fontaine du petit Bacchus (Fontana del Bacchino) (1560), en fait la statue du nain Morgante, favori de Cosme Ier, qui est l'œuvre la plus connue de Valerio Cigoli.

Beaucoup d'autres statues allégoriques dans le jardin comme Prudence, Esculape, l'Automne, l'Été, Faune et Jupiter sont de Giovanni Battista Caccini ; trois figures grotesques représentant Venere, Amore e la personificazione dell'Architettura de Romolo del Tadda et, sur son modèle, le  Gioco del Saccomazzone  d'Orazio Mochi.
C'est dans ces jardins qu'on cultivera pour la première fois la patata, la pomme de terre et aussi des mûriers, des poiriers nains et  d'autres fruits exotiques ramenés du monde entier.

## Images

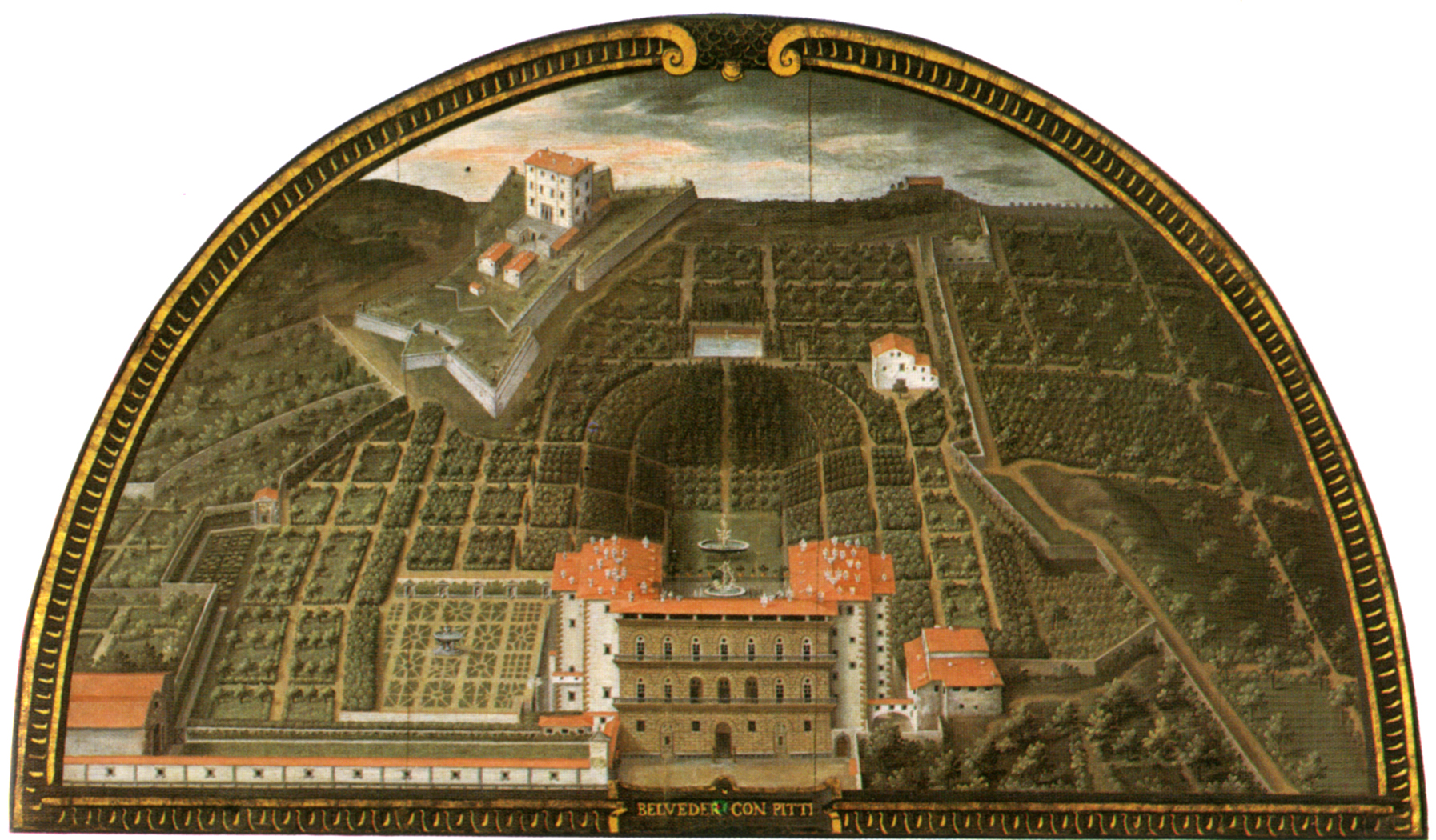
Plan en médaillon de l'ensemble Pitti-Boboli par Giusto Utens.
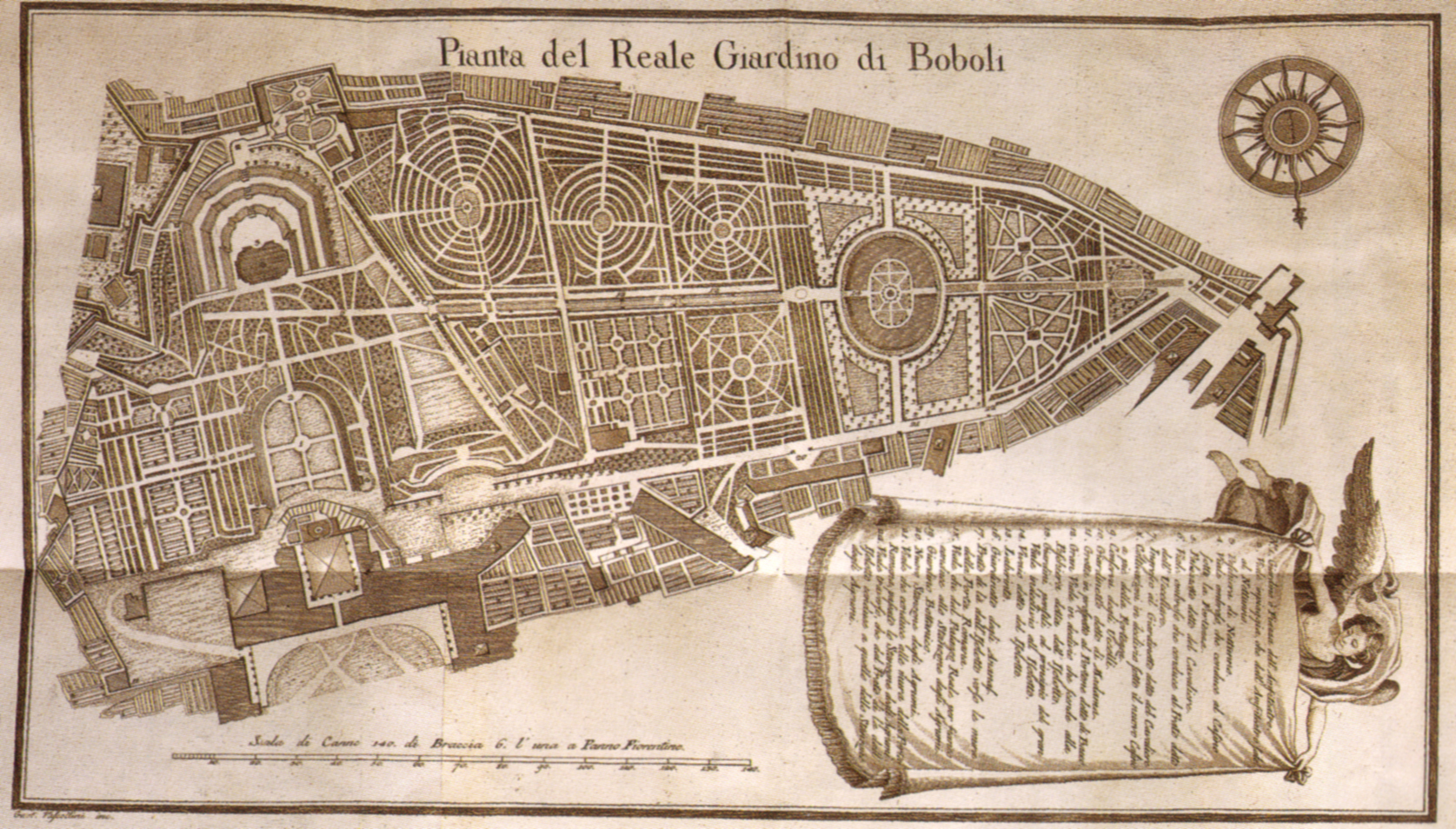
Plan du jardin du XVIIIe siècle.
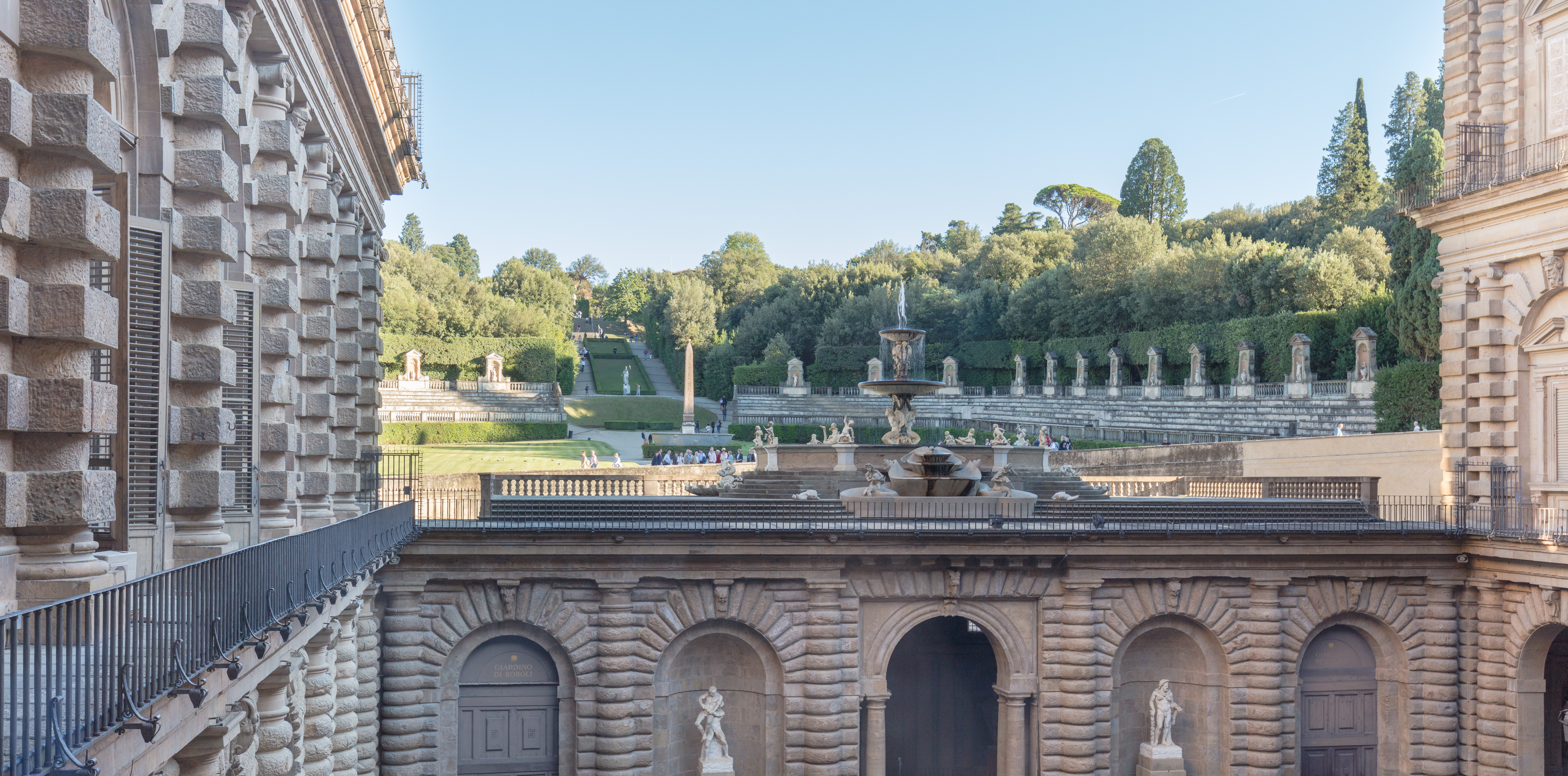
La fontaine de l'artichaut vue depuis le palais.
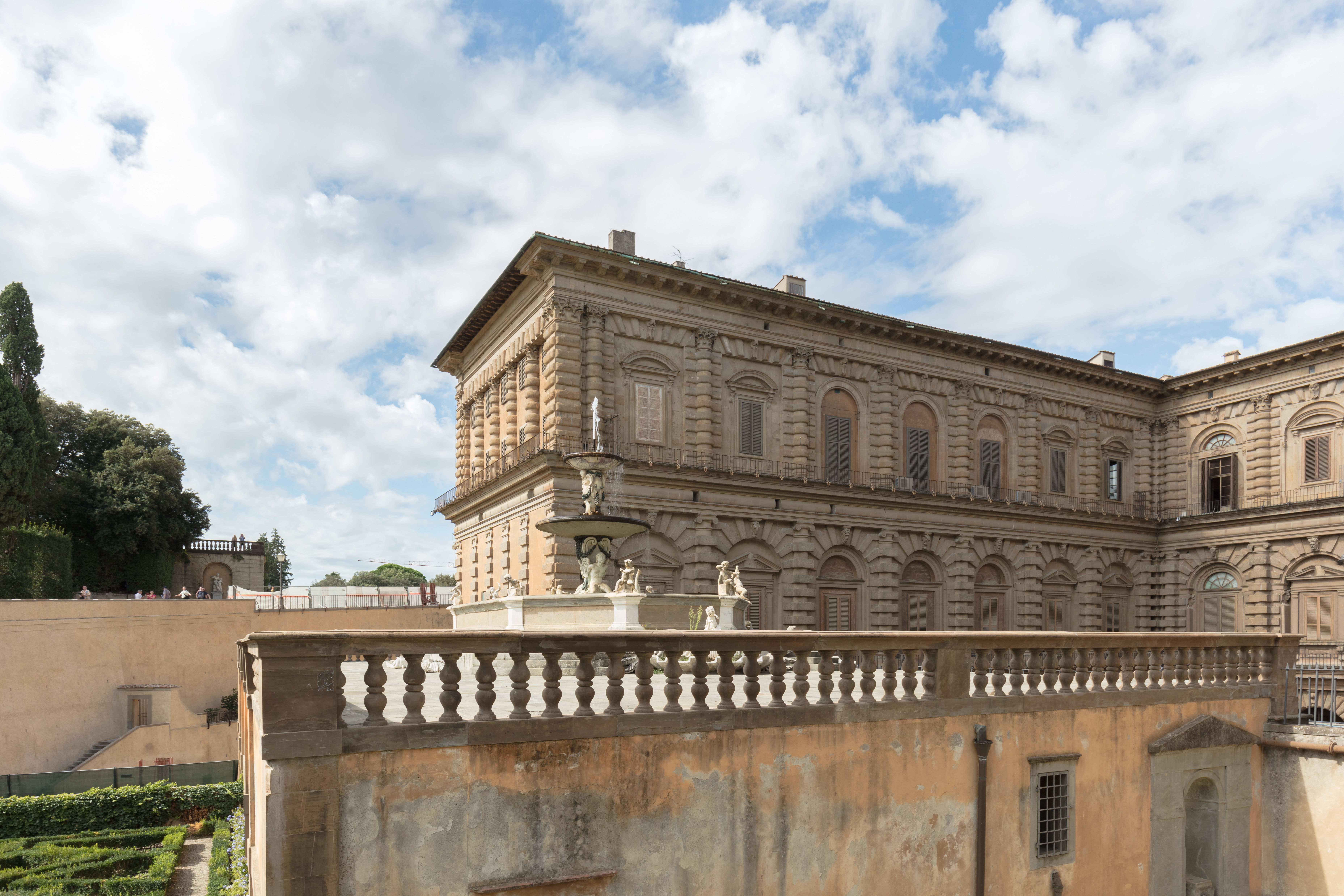
L'arrière du Palais Pitti vu du Jardin de Boboli.
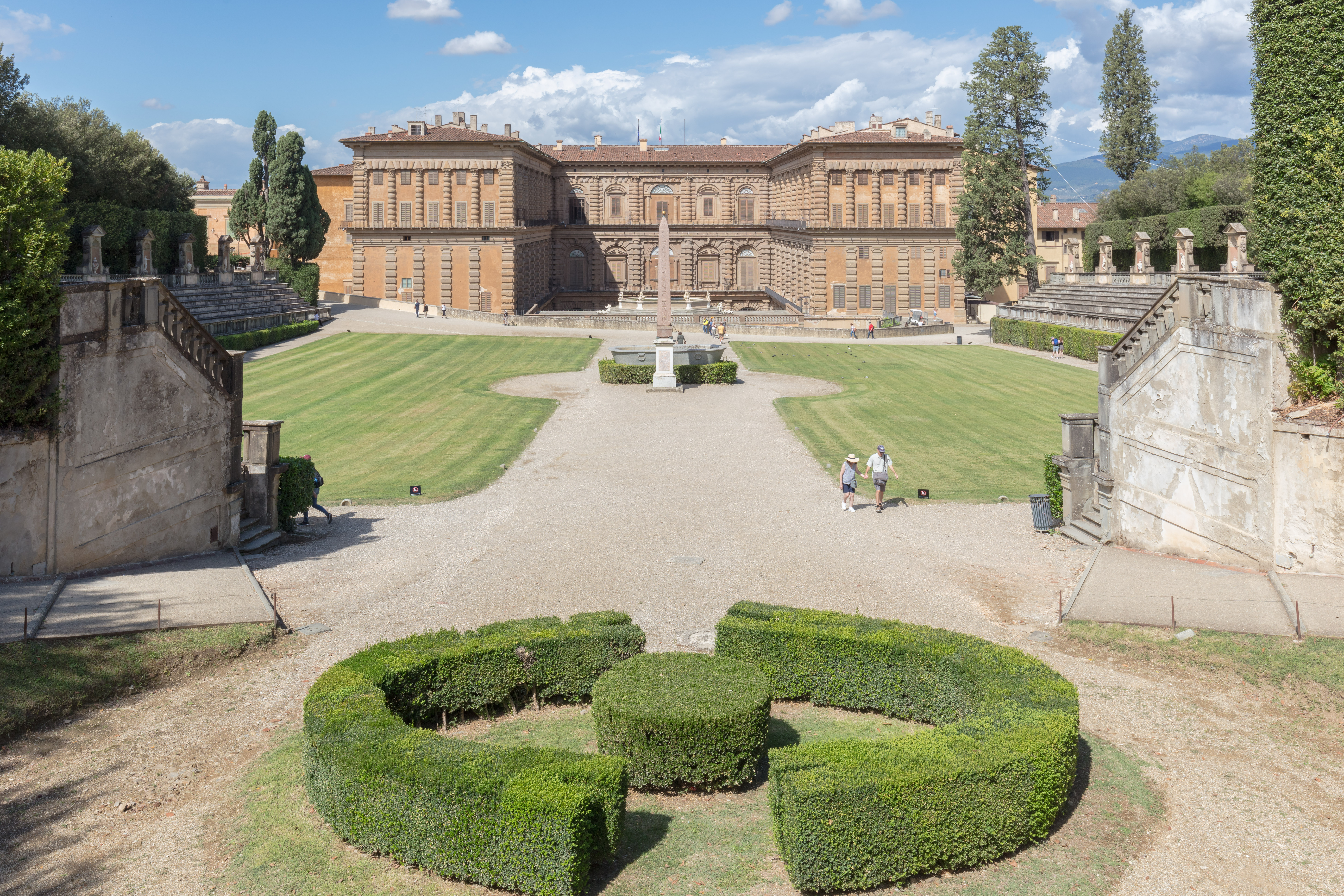
L'arrière du Palais Pitti vu du Jardin de Boboli.
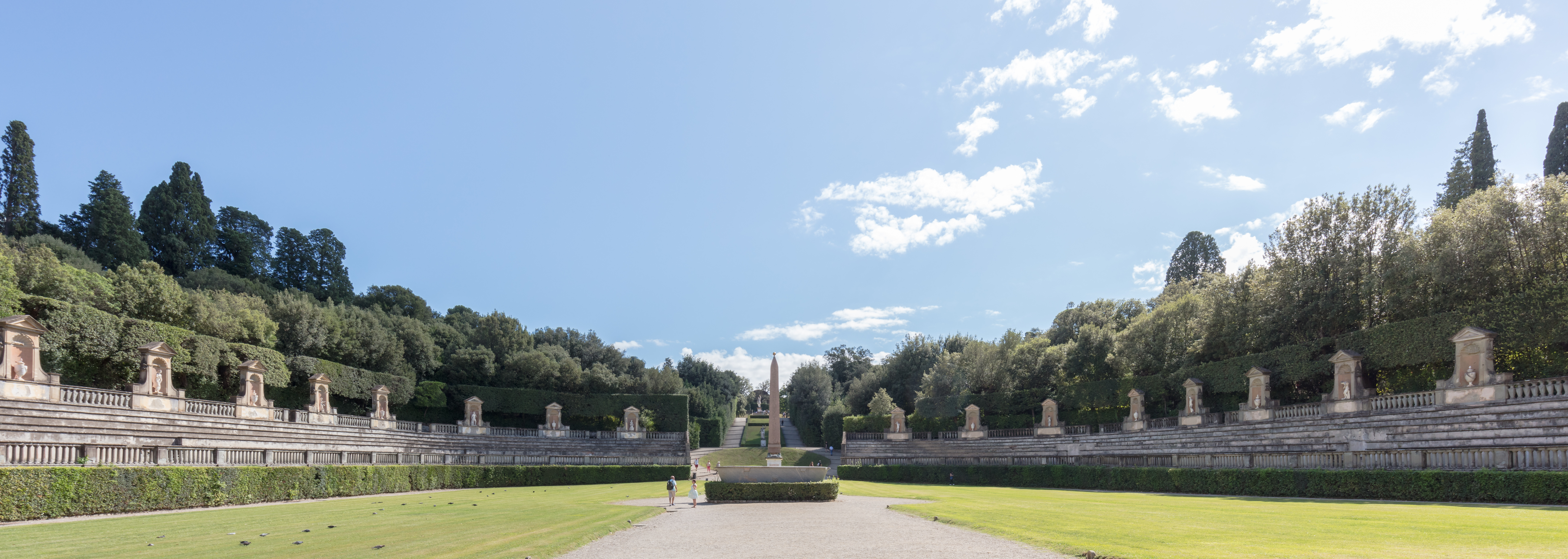
Amphithéâtre.
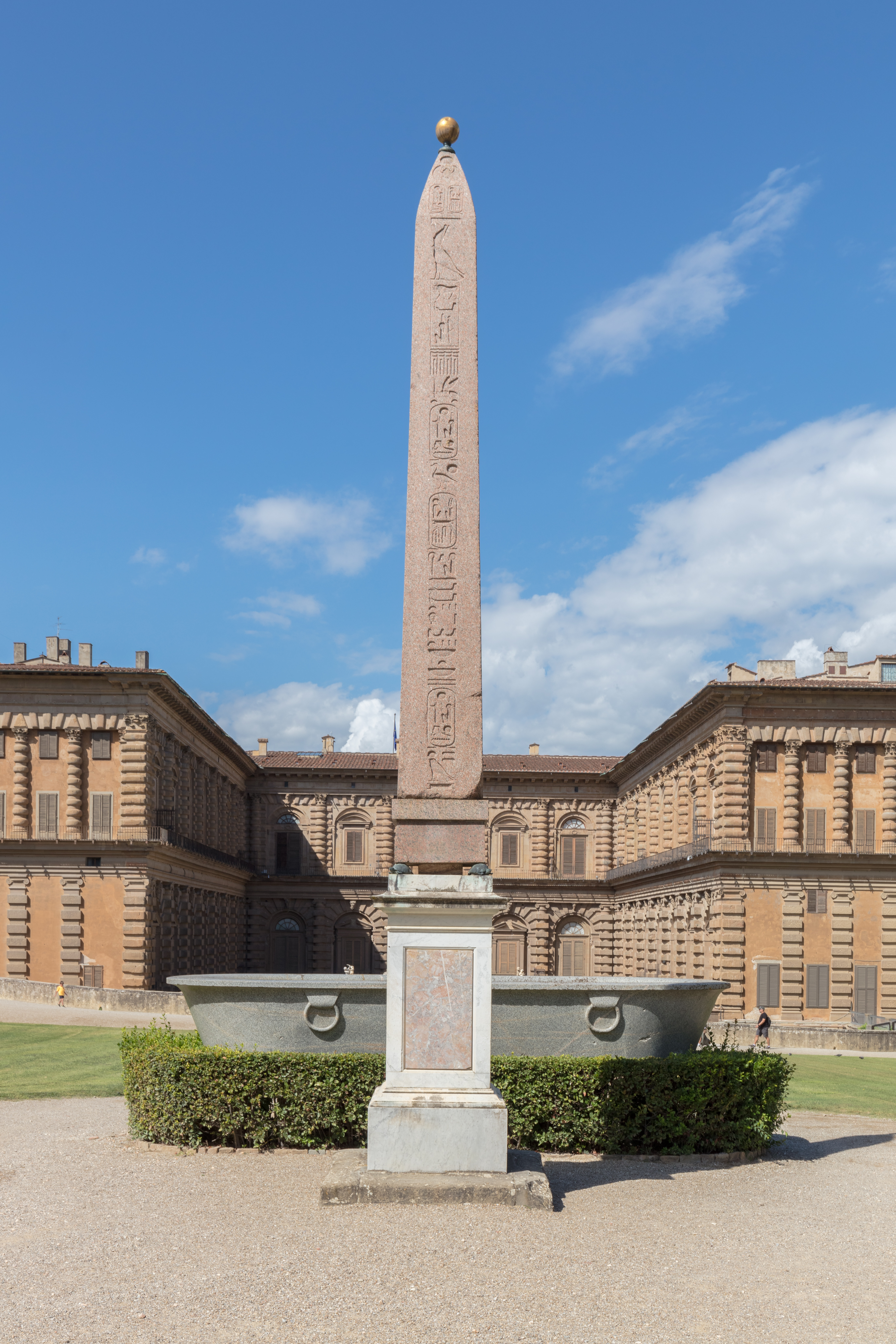
L'obélisque et la vasque de granite.
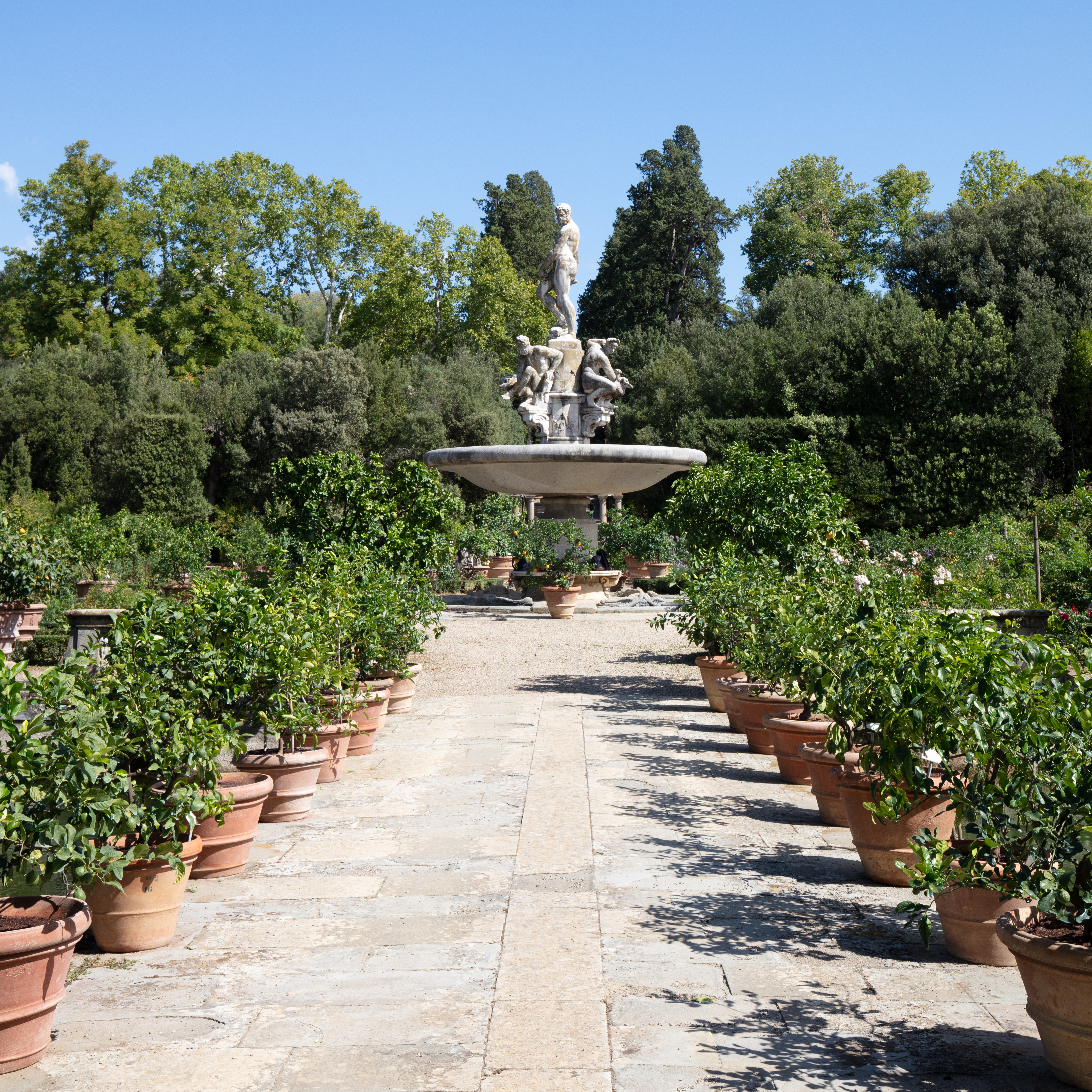
La fontaine de l'Océan.
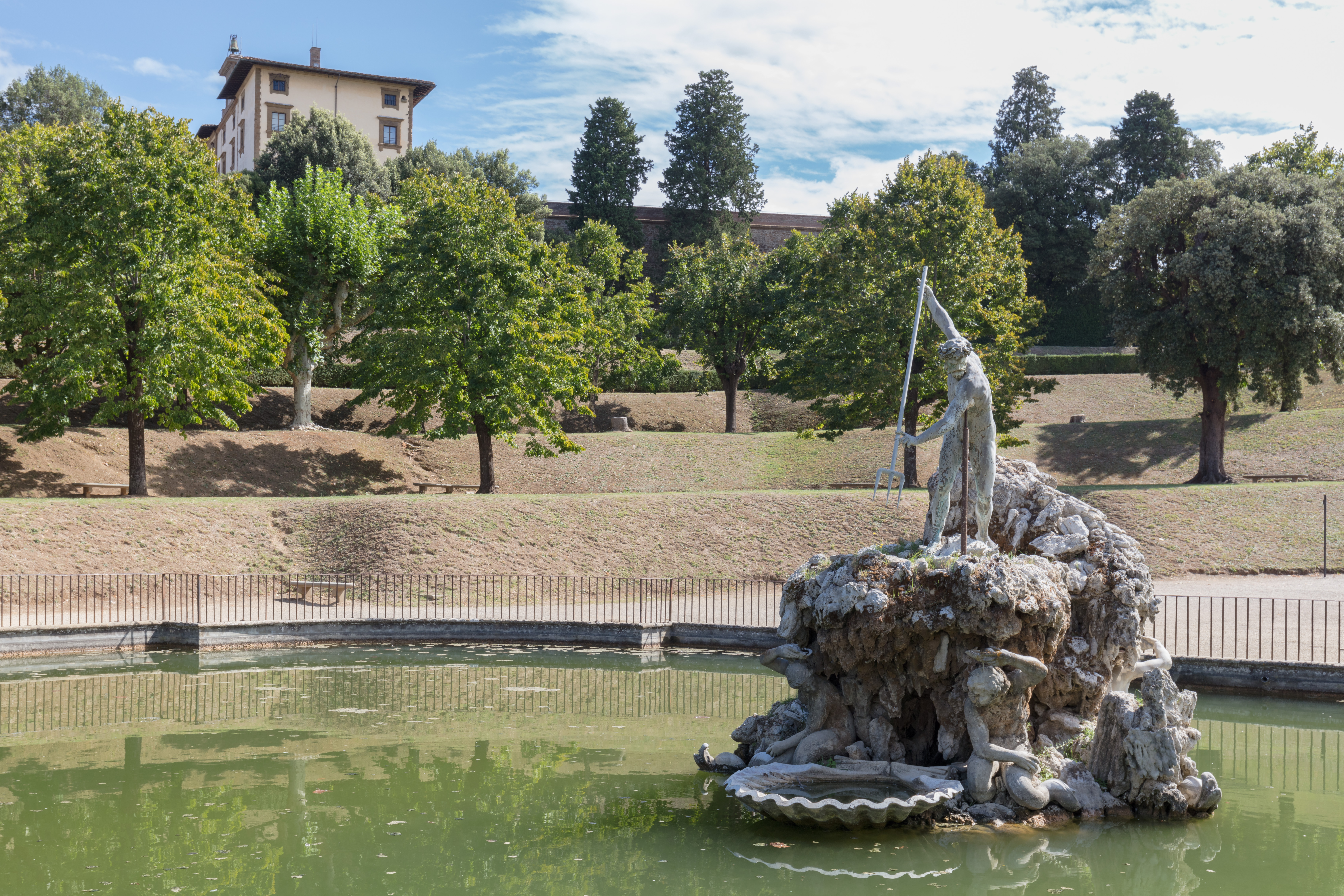
La fontaine de Neptune.
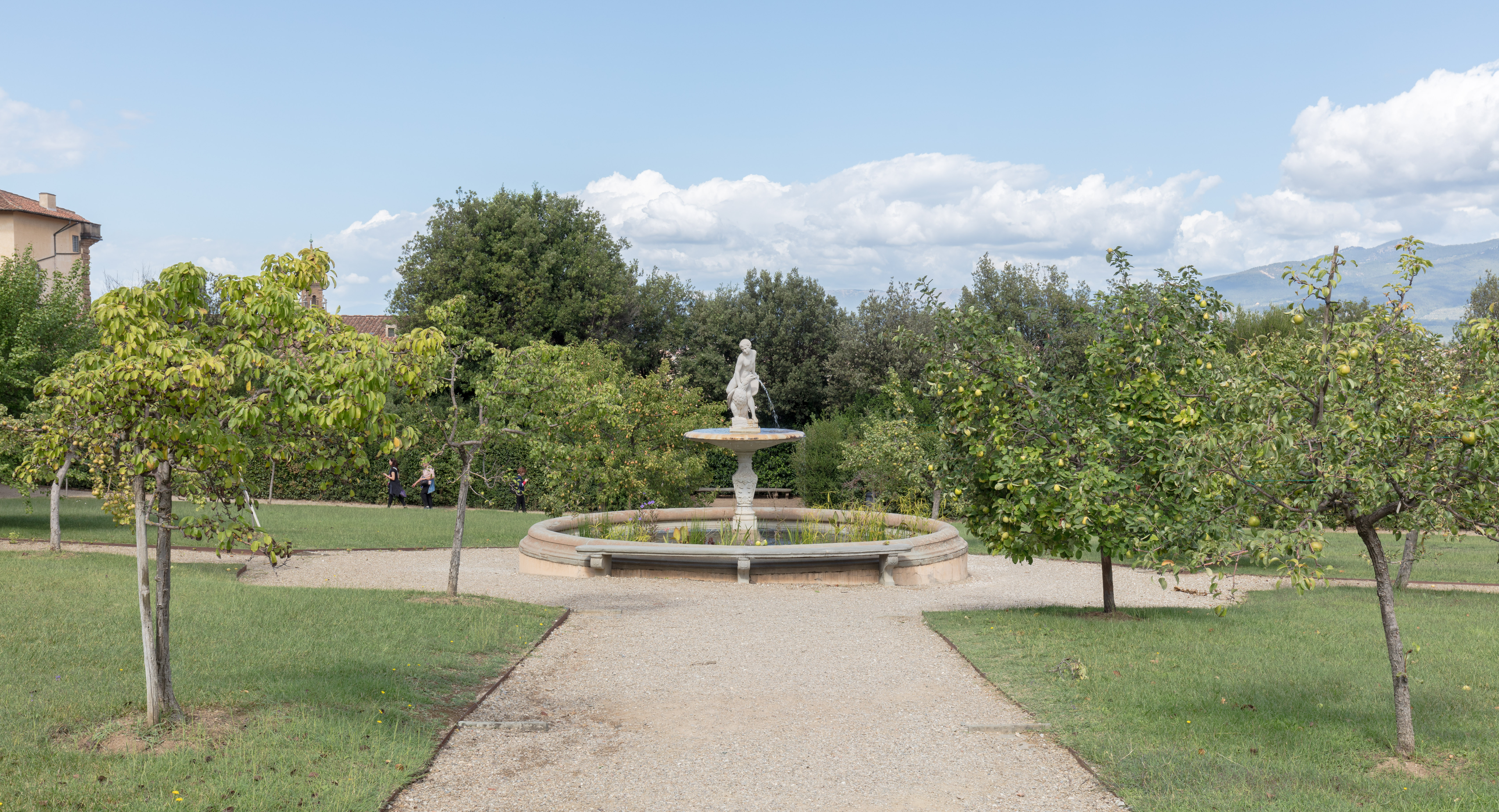
La fontaine de Ganymède.
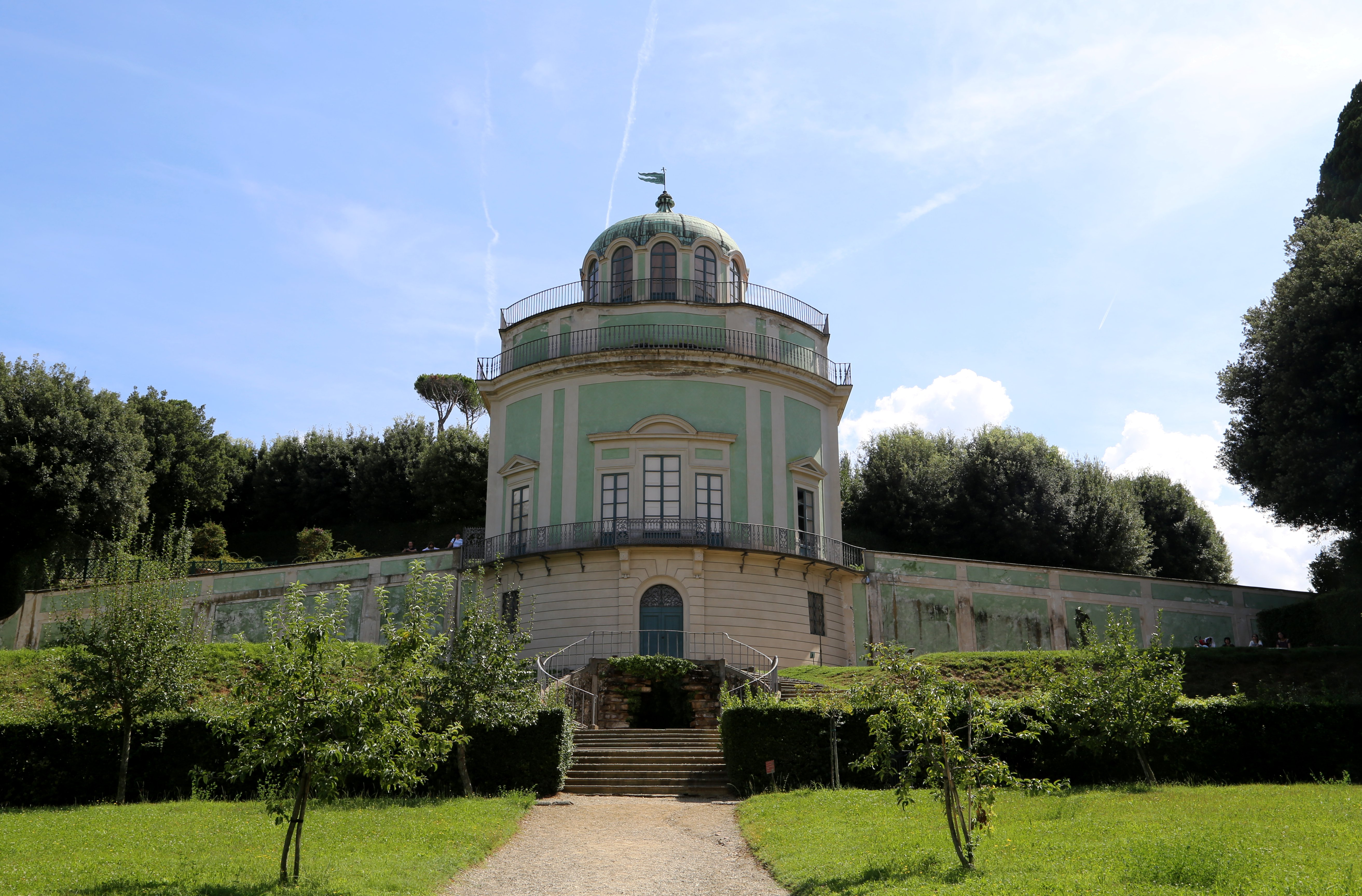
Le Kaffeehaus.
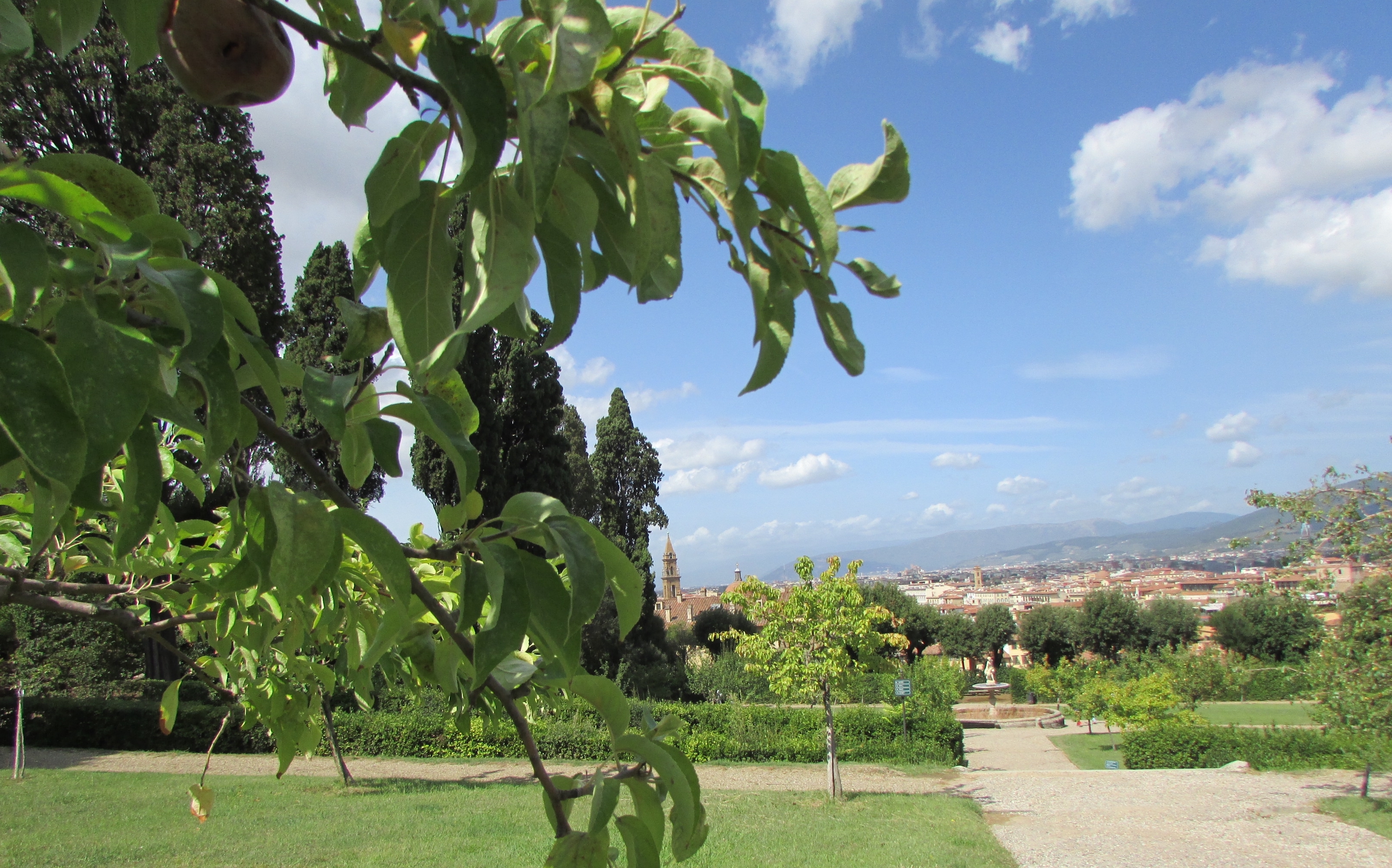
Vue de Florence depuis le Jardin de Boboli.
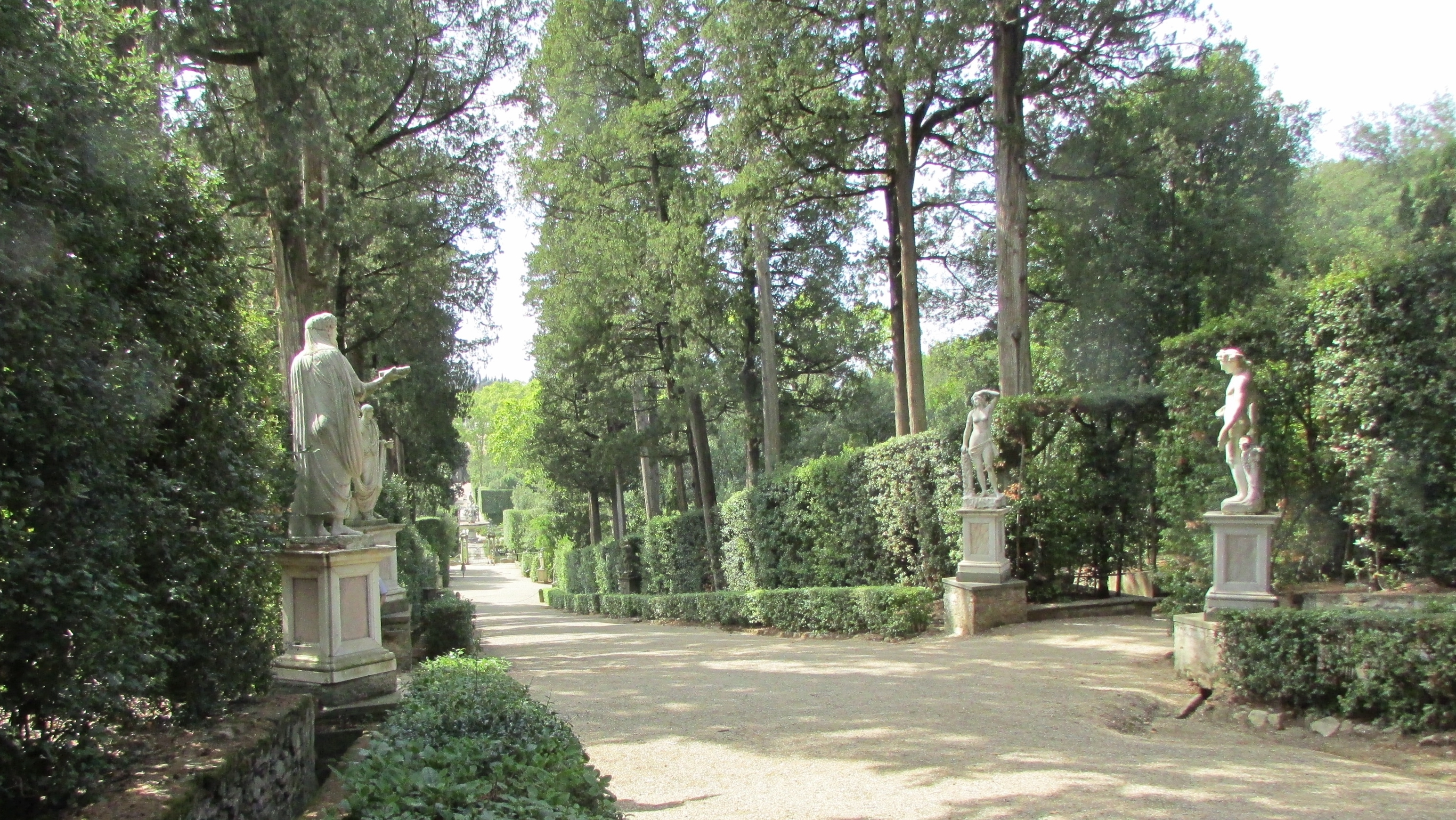
L'allée des Cyprès du Jardin de Boboli.
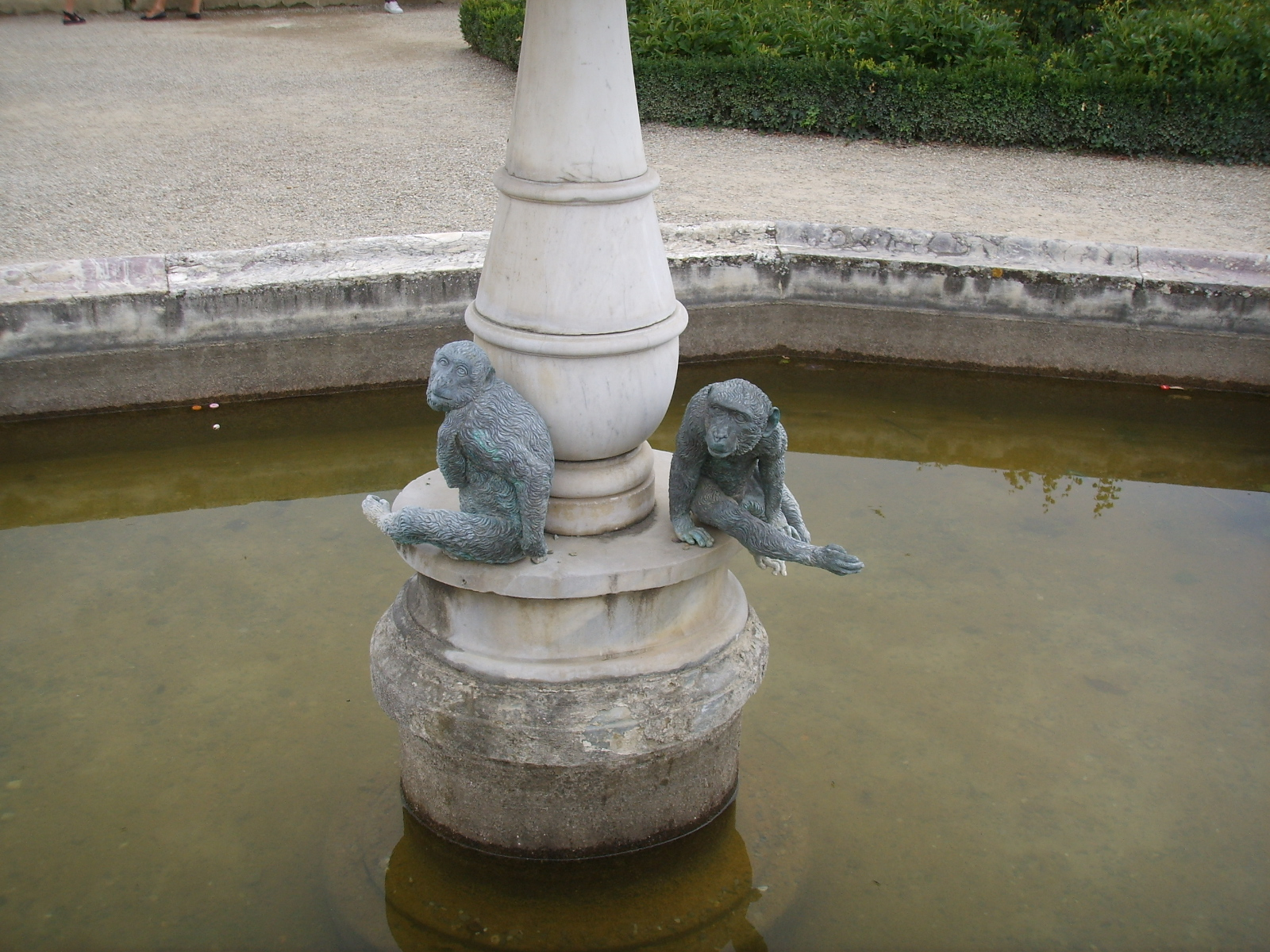
Les singes de bronze.
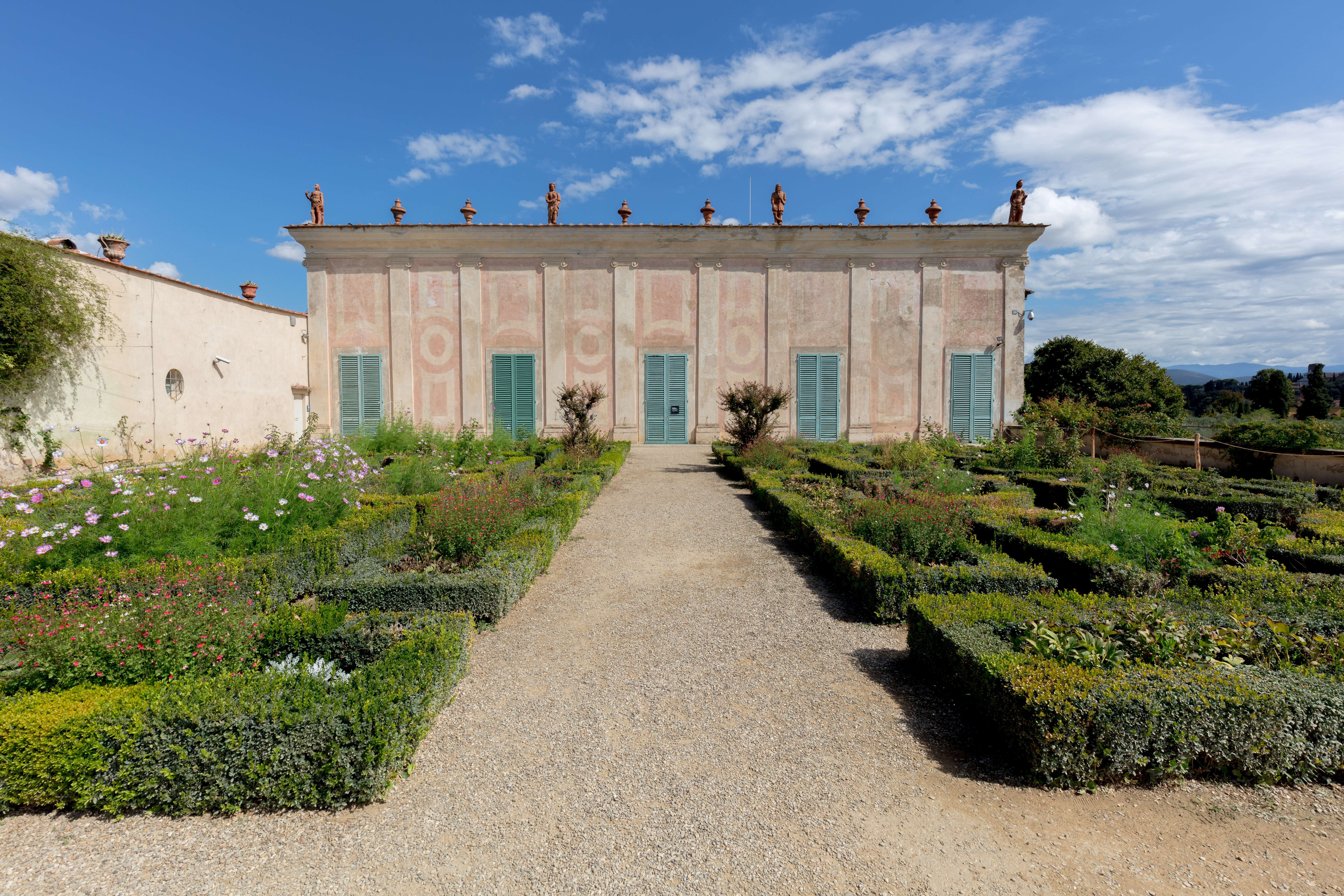
Il Casino del Cavaliere, actuel Musée des porcelaines